# دانیل فان روکخم
دانیل فان روکخم (انگلیسی: Daniel Van Ryckeghem; ۲۹ مهٔ ۱۹۴۵ – ۲۶ مهٔ ۲۰۰۸) دوچرخه‌سوار اهل بلژیک بود.